# Takaka Terrane

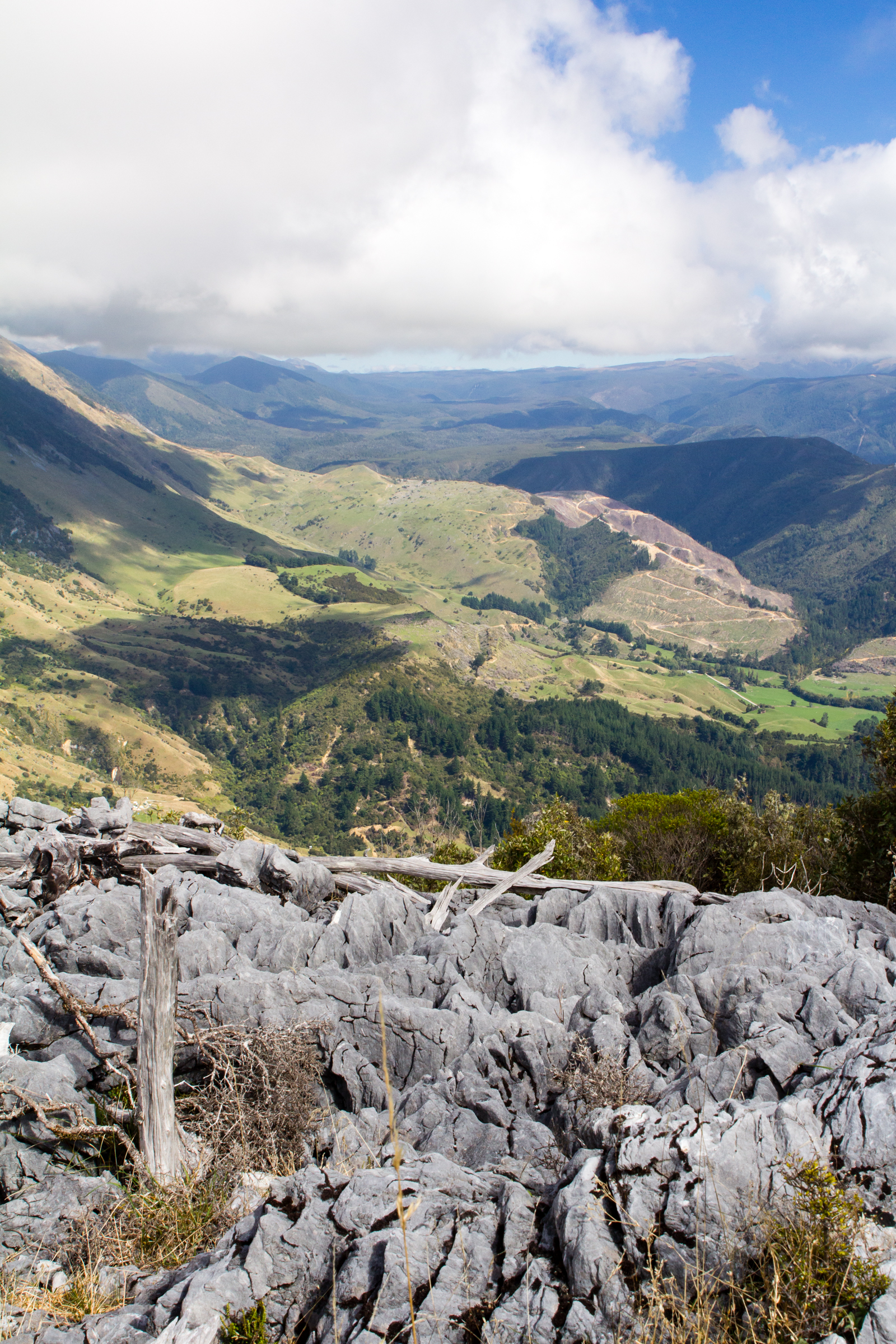
Un aspetto del Takaka Terrane nel distretto di Tasman, in Nuova Zelanda.

Il Takaka Terrane affiora nei monti del distretto di Tasman, nella provincia occidentale della Nuova Zelanda. Il terrane è costituito per lo più da marmo e rocce vulcaniche, ma ha una composizione molto variabile.
L'età varia dal Cambriano al Devoniano (510-400 milioni di anni fa) e include le rocce più antiche della Nuova Zelanda, ritrovate nella Cobb Valley, nella parte nordoccidentale della provincia di Nelson. Nella valle del fiume Cobb si trova anche la "Trilobite Rock" (roccia delle trilobiti), un ammasso roccioso di origine glaciale formato dagli esoscheletri delle trilobiti. Nella Cobb valley, tra il 1880 e il 1917, veniva estratto l'asbesto appartenente al Takaka Terrane. Il terrane è oggi fortemente deformato ed è stato intruso da molte batoliti.

## Descrizione
Il Takaka Terrane ha due unità ignee principali, il Devil River Volcanics Group risalente al Cambriano medio-superiore, e la Gendarme Dolerite risalente al Cambriano superiore-Ordoviciano inferiore. I sedimenti del Devil River Volcanics Group contengono trilobiti, brachiopodi e conodonti. Le rocce sedimentarie del Takaka Terrane (Haupiri Group e Junction Formation) si formarono probabilmente in un bacino di retroarco. Il caratteristico "Arthur Marble" della Takaka Hill e del Mount Arthur risalgono all'Ordoviciano. L'Arthur Marble ha subito una degradazione meteorica causata dalle piogge e dalle infiltrazioni di acqua a causa del suo alto contenuto di carbonato di calcio, dando luogo a una conformazione geomorfologica di carsismo. Questo ha portato alla formazione di importanti sistemi di grotte come Harwood Hole e le risorgenze del fiume Riuwaka.
È stato ipotizzato che il Takaka Terrane sia equivalente alle rocce della Tasmania, in Australia, e che sia separato da queste in seguito all'apertura del Mar di Tasman.